# Agostina Segatori sentada en el Café du Tambourin
Agostina Segatori sentada en el café du Tambourin fue pintado por Vincent van Gogh en 1887. Agostina Segatori era propietaria de la Cafetería du Tambourin en París que Van Gogh conoció íntimamente. Fue un lugar de encuentro para los artistas parisinos, un lugar donde se exhibía su trabajo. Van Gogh, incapaz de pagar en efectivo sus comidas, intercambió pinturas por su tarifa. Las pinturas entonces adornaban el café restaurante. Realizó una exposición especial de sus estampas japonesas en la cafetería también. Su conexión con Agostina y el local tuvieron un triste final cuando ella quebró y las pinturas de van Gogh fueron confiscadas por los acreedores. Esta pintura, sin embargo, demuestra un descubrimiento artístico que culminará en su estilo único, entonces todavía no entendido ni apreciado.

## La influencia de Van Gogh en París
En 1886 van Gogh dejó los Países Bajos, para nunca regresar, por París y la guía de su hermano Theo. Entró en la capital como un hombre tímido y sombrío, y aunque su personalidad nunca cambió, emergería artísticamente como lo que un crítico describió como "un pájaro cantor". Si bien van Gogh había sido influido por los grandes maestros holandeses barrocos, mudarse a París significó verse influido por los impresionistas, simbolistas, puntillistas, y las estampas japonesas. Su círculo de amigos incluyó a Camille Pissarro, Henri de Toulouse-Lautrec, Paul Gauguin, Émile Bernard y otros. Los trabajos de los artistas japoneses Hiroshige y Hokusai influyeron fuertemente en el nuevo estilo de van Gogh, tanto en el tono hermoso como en las perspectivas planas de colores sin sombra. Van Gogh exploró las varias influencias y moldeó un estilo singularmente propio. Entre los años 1886 a 1888, van Gogh emergió como un artista sofisticado, reflexivo y provocador. Esta pintura demuestra su viaje de creatividad en aquel periodo.

## La pintura
En la pintura se ve a Agostina, que aparenta una mujer sobre los cuarenta, sentada fumando un cigarrillo mientras toma su segunda cerveza, evidenciado por los platillos bajo la jarra. En comportamiento y estilo, como su ropa, maquillaje y peinado, es una mujer segura y moderna. Lleva un sombrero extravagante. Según una moda pasajera del momento, su chaqueta tiene un diseño diferente al vestido. Su sombrilla está en una silla junto a ella.
Van Gogh utilizó el tema de una mujer sentada en una mesa pequeña, introducido por los impresionistas, como Edgar Degas y Édouard Manet. La mesa y los taburetes tienen forma de panderetas, acorde con el tema del café restaurante. En la pared detrás se ven las estampas japonesas de van Gogh, que empezó a exhibir en el café en febrero de 1887.

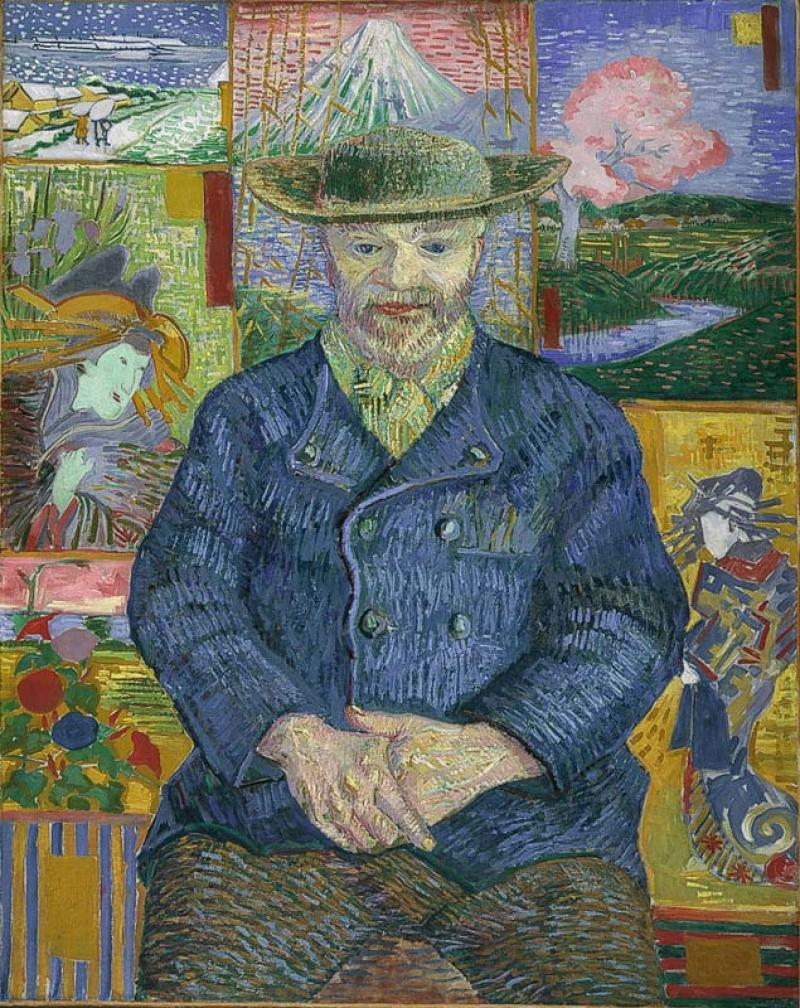
Retrato de Père Tanguy, 1887.

La pintura en colores vivos y el sujeto confiado representan un cambio en la actitud de Van Gogh en comparación con sus sujetos anteriores, como sus campesinos oscuros y trágicos. En el otoño del mismo año, van Gogh con Retrato de Père Tanguy irá todavía más allá en la exploración del color e imitará claramente las estampas japonesas.

## Café du Tambourin
Van Gogh visitaba ocasionalmente el Café du Tambourin regentado por Agostina Segatori, la retratada en esta pintura. Anteriormente modelo de artistas como Manet, Corot y otros, Agostina, nacida en Nápoles, ahorró el dinero ganado como modelo y abrió la Cafetería du Tambourin de temática italiana en 1885, que atendía especialmente a artistas.
La cafetería en el Bulevar de Clichy en París estaba a la vuelta de la esquina de la casa en que Vincent vivía con su hermano Theo. Además de la conveniencia, el restaurante fue notable para Van Gogh como local para la exposición de sus pinturas, una práctica iniciada por artistas como Henri de Toulouse-Lautrec, Paul-Albert Besnard y otros.
En 1887 van Gogh acudía varias veces a la semana a la cafetería restaurante a comer y pagaba en pinturas para adornar las paredes del restaurante. Se enamoró de Agostina, doce años mayor que él. Poco después, sin embargo, Agostina y el establecimiento atravesaron momentos difíciles. Ella enfermó y el negocio, endeudado y probablemente implicado en la prostitución ilegal, fracasó. Aunque Agostina le aseguró a van Gogh que podría reclamar sus pinturas, según recuerda Émile Bernard, los acreedores las vendieron "como tela de desecho" por lotes de 10, variando el precio de 50 céntimos a un franco por fardo. Debido a la bancarrota del café van Gogh perdió no sólo las pinturas, mayoritariamente bodegones de flores, sino también los marcos.
Agostina Segatori sentada en el café du Tambourin está en exhibición en el Museo Van Gogh en Ámsterdam, Países Bajos.